# Бейдеман, Михаил Степанович
Михаил Степанович Бейдеман (10 [22] октября 1839, Бессарабская область, Российская империя — 5 [17] декабря 1887, Казань Российская империя) — русский революционер, военный деятель, писатель.
Поручик кавалерии (в отставке с 24 февраля 1861).
Двоюродный брат русского художника Александра Егоровича Бейдемана.

## Биография
Родился в небогатой дворянской семье Бессарабской губернии. В семье было трое детей: Михаил, Иван и сестра Виктория.
Начинал учёбу в Санкт-Петербурге в Ларинской гимназии до 2-го класса, после переезда — в Кишиневской гимназии. В 1856 году окончил курс Кишинёвской гимназии. 5 сентября 1857 года поступил во Владимирский Киевский кадетский корпус. 16 июня 1859 года на один год поступил в Константиновское военное училище.
16 июня 1860 года в Константиновском военном училище состоялось производство в поручики юнкера 3-го специального класса по первому разряду со внесением в список по поведению отличнейшим и назначен в Драгунский Военного ордена полк, расквартированный в г. Кашине (Тверская губерния).
Получил 28 суток отпуска, который проводил у матери в пос. Лесное под Санкт-Петербургом. После отпуска в полк не явился и через Финляндию отправился в Италию в войска Джузеппе Гарибальди. Проехал Финляндию, Швецию, часть Норвегии, но вследствие отсутствия финансовых средств не смог добраться до Италии и участвовать в боевых действиях войск Гарибальди. Переехал в Лондон, где устроился работать наборщиком под вымышленной фамилией Дубровин в «Вольной русской типографии», которая печатала журнал А. И. Герцена «Колокол». Отношения с Герценом не сложились и он был уволен из типографии. Пытался перебраться во Францию, но не был пропущен через границу.
Узнав о проведении Крестьянской реформы 1861 года и о политических событиях, связанных с ней, решил вернуться в Россию. Критическое отношение к этой реформе высказал Герцен и Огарев в своём издании «Колокол», и оно серьёзно повлияло на мировоззрение Бейдемана, его непримиримое отношение к порядкам в России.
За время отсутствия в России Бейдеман Высочайшим приказом 24 февраля 1861 года Драгунского Военного ордена полка был исключён со службы.
В Россию Бейдеман ехал через Норвегию, Швецию и Финляндию. 18 июля 1861 года был задержан без паспорта в северном финском приходе Рованиеми, Улеаборгской губернии, на станции Корво, и препровождён в Улеаборг, затем был доставлен в Выборг, откуда был отправлен морем в Санкт-Петербург.
29 августа 1861 года был заключён в Алексеевский равелин Петропавловской крепости. Во время обыска были найдены испорченный пистолет, нож, перочинный ножик и гребёнка в футляре. На дне папиросной коробки было найдено разорванное в клочки письмо. При восстановлении текста письмо оказалось рукописным манифестом от имени императора Константина Первого, сына Константина Павловича. Константин Первый заявляет, что русский престол «незаконным образом» был отнят у его отца отцом Александра II — Николаем, что сам он с детских лет был заключен в тюрьму. Манифест призывает к свержению власти Александра II, как незаконной, во-первых, и как грабящей русский народ и русскую казну, во-вторых. Народу обещается: передача всей земли в его владение, областное самоуправление и полное уничтожение чиновничества, осуществление его верховной власти через Земский собор, отмена рекрутчины и раздел государственной казны. Такова заявленная в манифесте, в общих и неопределенных выражениях, программа социальной революции. Автор манифеста явно демонстрирует свою цель — цареубийство.
13 сентября 1861 года Бейдеман написал письмо верховной власти, объясняющее собственные действия, в дерзкой оскорбительной манере. Вообще, все объяснения, написанные в Алексеевском равелине в течение полуторалетнего заключения, декларируют резкую определенность на восстание и на цареубийство.
Бейдеман рассчитывал на гласный суд, готовился к нему. Но суда не хотели ни III отделение Собственной Его Императорского Величества канцелярии, ни сам император. В этой связи, 2 ноября 1861 года Высочайшее повеление предписывает «об оставлении Бейдемана в Алексеевском равелине впредь до особого распоряжения».
В сентябре 1863 году, пытаясь спасти сына и для испрошения у Государя Императора помилования, мать Бейдемана отправилась из Бессарабии в Крым (Ливадию), где тогда находился царь, но по дороге умерла. Сестра Виктория и тётя Феодосия Яковлевна Бейдеман, неоднократно просили о свидании с Бейдеманом и помиловании его. Родственники и друзья также пытались добиться облегчения участи заключённого.
1 марта 1881 года император Александр II был убит народовольцами.
20 июня 1881 года новому императору Александру III был представлен доклад о Бейдемане. Высочайшим повелением предписано: «…если узник пожелает, выпустить и свезти в далекие и малолюдные места Сибири на жительство».
Однако, по резолюции министра внутренних дел Российской империи Игнатьева Н. П., Бейдеман был направлен, как требующий лечения, для содержания со строгой изоляцией в Казанскую психиатрическую больницу.
После многодневной лихорадки, Михаил Бейдеман умер в 3 часа ночи 5 декабря 1887 года от туберкулёза лёгких в Казанской психиатрической больнице.

## Литературные труды
- статья «Славянофильство как принцип»
- статья «Об учреждении ярмарки в м. Довское»
- поэма «Ванюша» (подражание древнерусской повести «Горе-Злосчастие»).

Эти работы написаны в Алексеевском равелине и неопубликованы.

## В искусстве
В литературе:
- Щёголев П. Е. Таинственный узник, 2 изд. — Петроград, 1924.
- Форш О. Д. Одеты камнем / роман. — 1924—1925.
- Гросул В., Кидель А. Михаил Бейдеман // «Днестр», 1962, № 8. — С. 151—57.

В кинематографии:
- «Дворец и крепость» (реж. А. Ивановский, 1924);
- «Таинственный узник» (реж. В. Гажиу, 1986).